# 刻
刻，为東亞傳統时间单位，现代指約四分之一个小时，即約15分钟。

## 使用

### 東亞古代
刻，在中國古代已是時間單位，多由漏刻計時。
隋後普遍行百刻制，每一晝夜為100刻，即一刻為14.4分（14分24秒）。如在許慎的《說文解字》中說到「漏以銅壺盛水，刻節，晝夜百刻。」但因100不能被12（一日十二時辰）整除，後來一晝夜又被先後改為96、108、120刻。
至順治二年（公元1645年）頒行時憲曆後，改為日96刻，每時辰八刻（初初刻、初一刻、初二刻、初三刻、正初刻、正一刻、正二刻、正三刻；正初刻又叫初四刻，下一時辰之初初刻又叫正四刻）。在《新法算書》中，每刻一百分、每分一百秒。刻之下時間之表記，為該時間之前之刻後書「零」再書分秒，例如「未初初刻零八十三分」；或該時間之後之刻後書「內」再書分秒，例如「酉初四刻内九十三分六十秒」。
在《御製數理精蘊》和《全史日至源流》中，每刻十五分，每分六十秒，每秒六十微，每微六十纖，每纖六十忽，每忽六十芒，每芒六十塵。

### 其他使用
英语中至今仍普遍采用“Quarter”（即1/4）一词表示1/4个小时，即15分钟，恰与“刻”相对应。
粵語將“Quarter”音譯為骨打，後又簡稱為骨。
“刻”今日於粵語和部份閩語中已很少用，而被「字」（即5分鐘）所取代，稱一刻為「三個字」。

## 换算
- 1刻=15分
- 1小时=4刻
- 1时辰=8刻

## 文內注釋
1. ↑  s:革象新書_(四庫全書本)/卷2#時分百刻
2. ↑  .   [2013-02-15]. （原始内容存档于2013-04-24）.
3. ↑  .   [2017-11-06]. （原始内容存档于2020-11-18）.
4. ↑  .   [2023-03-04]. （原始内容存档于2023-03-04）.
5. ↑  .   [2023-03-04]. （原始内容存档于2023-03-22）.